# آدم بيري (ملحن)
آدم بيري (بالإنجليزية: Adam Berry)‏ هو ملحن أمريكي، ولد في 3 ديسمبر 1966 في لوس أنجلوس في الولايات المتحدة.

## وصلات خارجية
- الموقع الرسمي
- آدم بيري على موقع IMDb (الإنجليزية)